# Open Dutch Fiber
Open Dutch Fiber (kortweg ODF) is een Nederlandse netwerkbeheerder die zich gespecialiseerd heeft in het aanleggen en onderhouden van glasvezelnetwerken. Het bedrijf werd in 2021 als een joint venture van investeringsfonds KKR en Digital Transformation Capital Partners (voorheen Deutsche Telekom Capital Partners) opgericht. Deutsche Telekom was tot 2022 eigenaar van T-Mobile Nederland, dat later is opgegaan in Odido. Dit bedrijf is dan ook de hoofdhuurder van het netwerk en tevens de eerste provider die op het netwerk actief is. Het is de bedoeling dat er na verloop van tijd ook andere glasvezelproviders toegang krijgen tot het netwerk. ODF legt door heel Nederland glasvezel aan, maar richt zich voornamelijk op het aanleggen van glasvezel in stedelijke en dichtbevolkte gebieden. Het bedrijf heeft zich tot doel gesteld om 2 miljoen adressen op termijn van glasvezel te voorzien. Op 23 december 2022 werd bekend dat het aantal adressen de 400.000 heeft gepasseerd.

## Netwerk
Open Dutch Fiber legt naar eigen zeggen een open netwerk aan. Dit houdt in dat alle internetproviders welkom zijn om ruimte op het netwerk te huren. T-Mobile heeft echter bij ODF bedongen dat zij een jaar lang het alleenrecht heeft op elke (nieuwe of bestaande) verbinding. Op 7 februari 2023 maakten Open Dutch Fiber en Freedom Internet bekend dat de laatstgenoemde provider per 1 juli 2023 van start gaat met het leveren van diensten op het netwerk van ODF . Dit geldt alleen voor glasvezelnetwerken die reeds een jaar actief zijn. 
Het netwerk van Open Dutch Fiber is een point-to-point glasvezelnetwerk. Dit wil zeggen dat alle adressen direct aangesloten zijn op een glasvezelwijkcentrale, ofwel PoP (point of presence) in de buurt. Het grootste voordeel van deze techniek is dat eindgebruikers hun verbinding niet met andere klanten hoeven te delen en het netwerk makkelijk in te richten is om verschillende providers te huisvesten. 
Concurrenten als KPN Netwerk en DELTA Fiber kunnen glasvezelkabels bundelen door het inzetten van de nieuwere en meer kostenefficiënte techniek XG-PON. Eindgebruikers op deze netwerken delen hun glasvezelverbinding met meerdere buurtbewoners. 
Open Dutch Fiber legt vooral glasvezel aan in dichtbevolkte en stedelijke gebieden. In zulke gebieden is het gemakkelijker om grote aantallen adressen in een korte tijd aan te sluiten. In januari 2023 was het bedrijf actief in 30 gebieden en gemeenten. Zo wordt er onder ander glasvezel aangelegd in Rotterdam, Den Haag, Utrecht, Roosendaal, Beverwijk & Haarlem.
Op 3 mei 2022 werd bekend dat Open Dutch Fiber het relatief kleine glasvezelbedrijf e-fiber had over genomen van investeringsmaatschappij Arcus. E-fiber heeft sinds 2018 ongeveer 100.000 huishoudens gepasseerd en in tegenstelling tot ODF richtte e-fiber zich voornamelijk op kleinere gemeenten met relatief veel buitengebied. Het netwerk van e-fiber beslaat zo'n 20 gemeenten, waaronder Hoeksche Waard, Moerdijk, Sittard-Geleen en Castricum. De overname van e-fiber past in de strategie van Open Dutch Fiber om op termijn 1 miljoen huishoudens te hebben gepasseerd.